# Monastyr Galata
Monastyr Galata – obronny monastyr prawosławny z cerkwią pod wezwaniem Wniebowstąpienia Pańskiego znajdujący się w Jassach w Rumunii. 
Monastyr Galata został wzniesiony w latach 1576–1584 na południowych obrzeżach ówczesnych Jassów z fundacji hospodara mołdawskiego Piotra Kulawego.

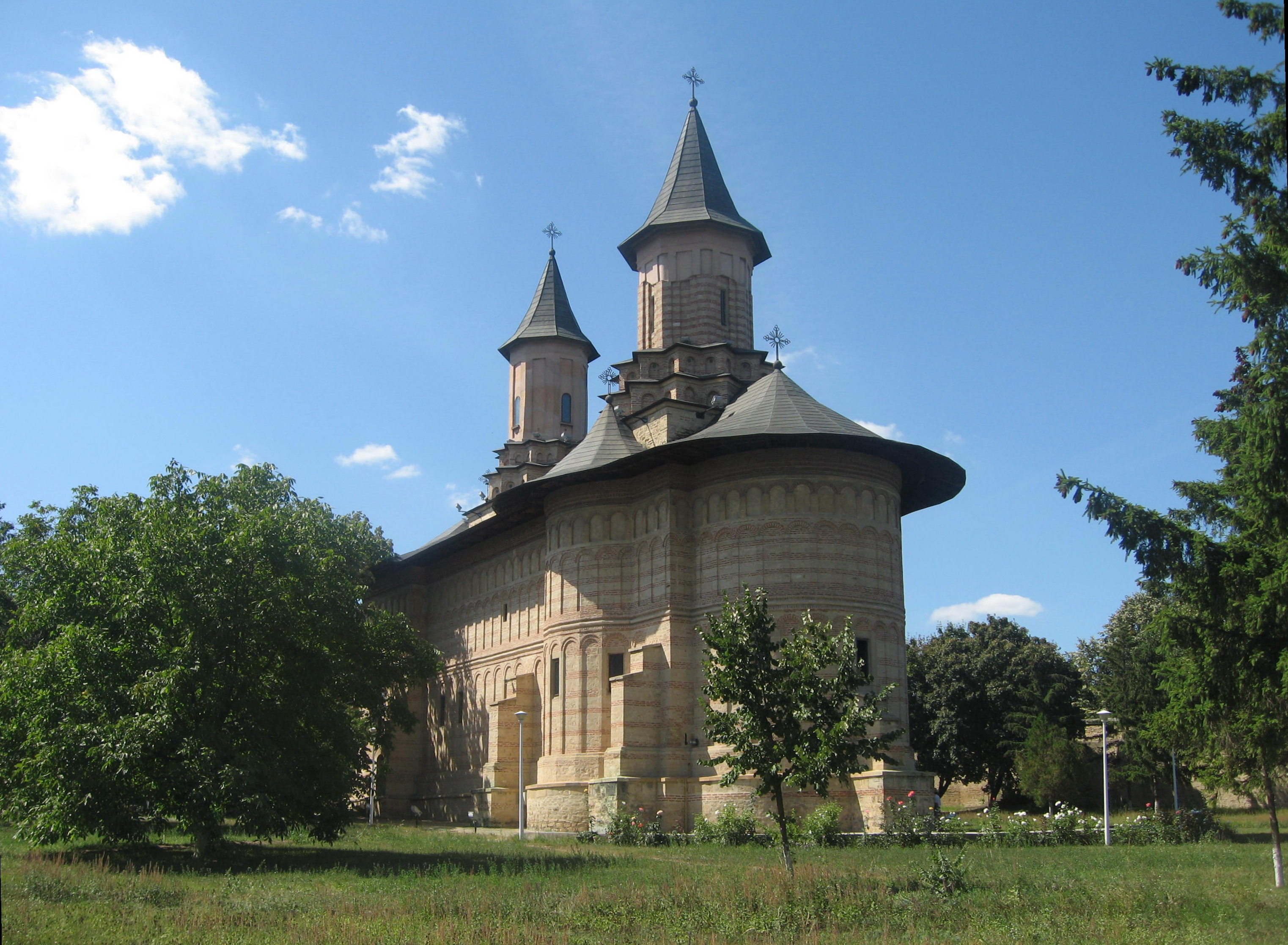
Cerkiew monastyru Galata

Centrum monastyru stanowi cerkiew pod wezwaniem Wniebowstąpienia Pańskiego. Jest zwieńczona dwiema wieżami (nad nawą oraz narteksem), na ścianach zewnętrznych biegną rzędy ślepych arkad. Jej architektura nawiązuje nie tylko do dotychczasowego dorobku sztuki mołdawskiej, ale zawiera także – z powodu pochodzenia jej fundatora – elementów charakterystycznych dotąd dla sztuki wołoskiej, m.in. potrójne okna w apsydach bocznych (zamiast pojedynczych) oraz trójarkadowy prześwit pomiędzy nawą a komorą grobową (zamiast ściany z portalem). Wołoskie pochodzenie ma także sposób dekoracji ścian zewnętrznych za pomocą różnokolorowych cegieł i płytek ceramicznych oraz podział elewacji poziomym gzymsem. Cerkiew stała się wzorcem dla wielu późniejszych świątyń mołdawskich.

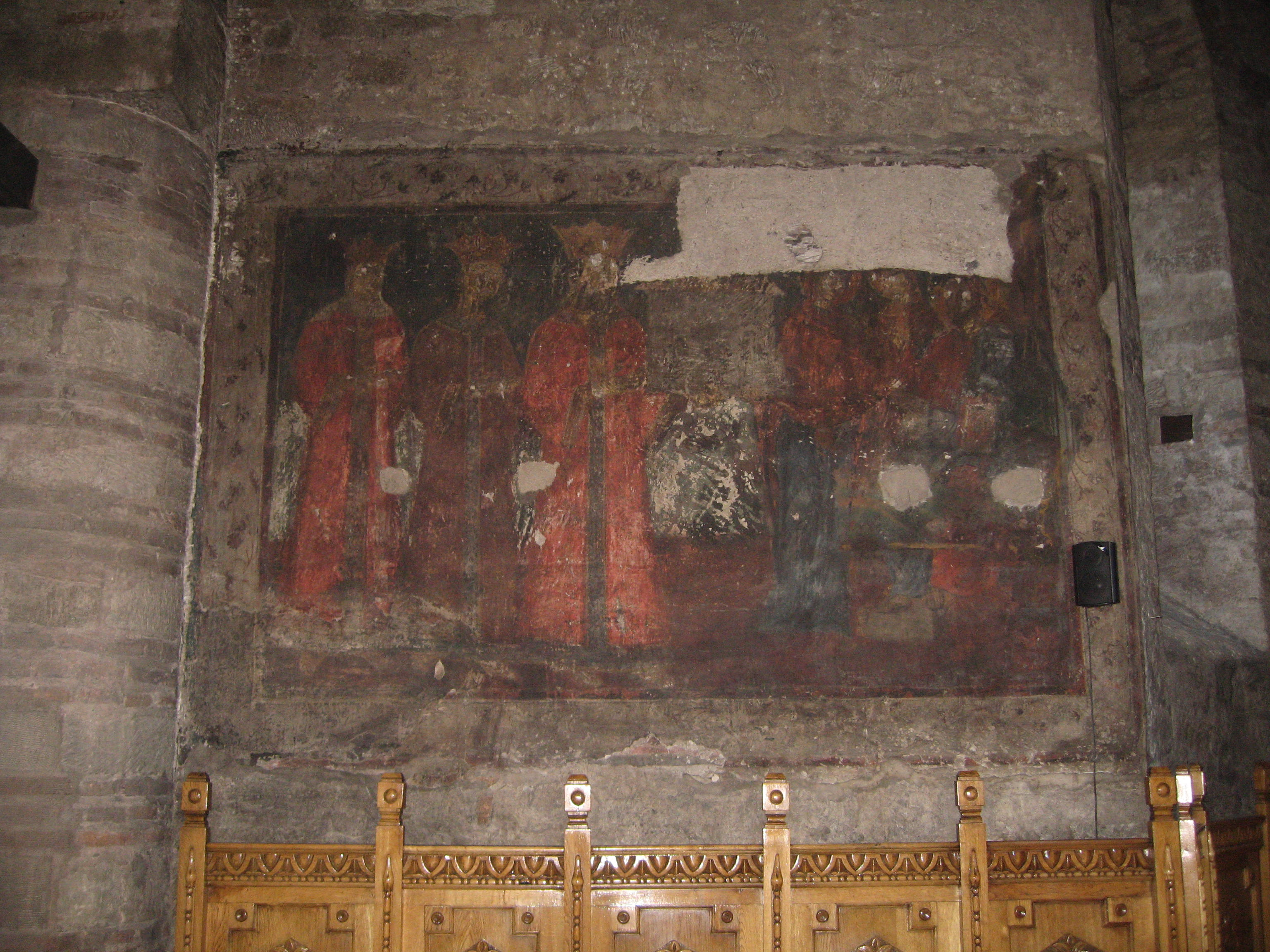
Obraz wotywny w cerkwi monastyru Galata

W 1762 cerkiew padła ofiara pożaru, wskutek czego zniszczona została dekoracja malarska jej wnętrza. Jedynie na północnej ścianie nawy znajduje się obraz wotywny przedstawiający fundatora świątyni z rodziną przekazującego model cerkwi siedzącemu na tronie Chrystusowi. Ikonostas pochodzi z XIX w. W komorze grobowej cerkwi znajdują się grobowce fundatora i jego córki. 
W obrębie monastyru znajduje się także dawny pałac hospodarski, przebudowany w pierwszej połowie XVIII w. staraniem hospodara Grzegorza Ghiki II, pełniący obecnie funkcje muzealne. Część zabudowań pałacowych stanowi kaplica św. Jakuba Apostoła, w której zachowały się fragmenty polichromii. Monastyr otaczają mury obronne. Funkcję bramy stanowi potężna wieża dzwonnica, nadbudowana w połowie XIX w. staraniem hospodara Michała Sturdzy.